# Forn de Can Marc
El forn de Can Marc és un forn de ceràmica de Regencós (Baix Empordà) inclòs en l'Inventari del Patrimoni Arquitectònic de Catalunya.

## Descripció
És un forn de terrisser que estava dedicat a la producció de rajoles i teules, del segle xix, encara en activitat. Tipològicament està format per un cobert de teula àrab i d'una sola aigua amb vessat cap a la façana del carrer, sostingut per un sostre amb cairats de fusta i amb una estructura portant formada per quatre arcades amb pedra, i amb els pilars de totxo. A l'interior s'hi troba el forn on es fabricaven les peces ceràmiques. A la part de darrere hi ha un patí on es deixen assecar al sol, i un magatzem on es guarden.

## Història
Els forns de terrisser de Regencós, dedicats a la producció de rajoles i teules s'escampaven sobretot pel sector occidental del terme. L'etapa pròspera d'aquesta activitat s'inicià als darrers decennis del segle xix i perdurà durant una bona part de la primera meitat del segle xx. La majoria dels forns eren de poca producció, petites empreses de tipus familiar, que han gairebé desaparegut en els darrers anys, davant l'empenta competitiva del centre terrisser de la Bisbal.